# Кириченко Алла Глібівна
Кириченко Алла Глібівна (нар. 2 листопада 1946, Київ, УРСР) — радянська і українська художниця театру і кіно. Член Національної спілки художників України (НСХУ) (1999). Учасниця вітчизняних і зарубіжних художніх виставок.

## Біографія
Народилась Кириченко Алла Глібівна 2 листопада 1946 року в Києві. У 1971 році закінчила Київський художній інститут (викладачі — М. Духновський, С. Подерв'янський). Живе та працює у Києві. Створює костюми для героїв кіно, опери, балету та театральних вистав.

## Кар'єра
Після закінчення навчання працювала на художньому комбінаті Спілки художників України.
У 1972–74 рр. — художник-постановник Театру опери та балету ім. Т. Шевченка.
З 1974 р. — художник-постановник у Національній академії образотворчого мистецтва і архітектури.
З 2002 р. — керівник майстерні сценографії кіно та телебачення кафедри сценографії та екранізованих мистецтв.
З 1980-х років оформлює виставки, концертні програми, кінофільми, створює костюми.
Її сценографічні рішення опер і балетів, образне бачення телефільмів вирізняються вишуканістю форм, оригінальністю трактувань.

## Фільмографія

### Художник-костюмер
- 1985 — «Блакитна троянда» (Л. Українка)
- 1986 — «Запорожець за Дунаєм» (С. Гулак-Артемовський)
- 1988 — «Капітанша» (Т. Шевченко)
- 1989 — «Сто тисяч» (І. Карпенко-Карий)
- 1990 — «Людина з команди „Альфа“» (Б. Небієрідзе, 5 серій)
- 1993-1994 — «Пастка» (І. Франко, 5 серій)
- 1994-1995 — «Злочин з багатьма невідомими» (І. Франко, 7 серій)

### Художник-постановник
На кіностудії «Укртелефільм» Кириченко оформила кінострічки:
- 1987 — «Чорна Пантера та Білий Ведмідь» (В. Винниченко)
- 1992 — «Гріх» (В. Винниченко)

## Театральні роботи

### Художник театру
Створила ескізи сценографічних рішень до вистав (2003-2012 рр.):
- «На полі крові», «Кассандра» та «Одержима» (Л. Українка),
- «Адам і Єва» та «Багряний острів» (М. Булгаков)
- «Московіада» (Ю. Андрухович)
- «Та, що біжить по хвилях» і «До зустрічі у грядущому» (О. Ґрін)

## Опера та балет

### Художник-костюмер
Співпрацюючи з Ф. Ніродом, створила художнє рішення костюмів до опер:
- 1971 р. — «Абесалом і Етері» (З. Паліашвілі)
- 1974 р. — «В бурю» (Т. Хрєнников)
- 1974 р. — «Гуґеноти» (Дж. Мейєрбер)
- 1975 р. — «Ярослав Мудрий» (Г. Майборода)
- 1992 р. та 2000 р. — костюми до опери «Сорочинський ярмарок» (М. Мусоргський)

### Сценографії
- 1972 р. та 2001 р. — моноопера «Ніжність» (В. Губаренко)
- 1974 р. та 1978 р. — балет «Чіпполіно» (К. Хачатурян)

Оформлення вистав Київського ансамблю класичного балету (1981–1985 рр.):
- «Лебедине озеро» (П. Чайковський)
- «Дон Кіхот» (Л. Мінкус)
- «Жізель» (А. Адан)
- Фрески» (Ц. Пуньї)
- «Легенда про любов» (А. Меліков)